# Mike Bryan
Michael Carl «Mike» Bryan (Camarillo, 29 d'abril de 1978) és un exjugador professional de tennis estatunidenc conegut per formar la millor parella de dobles masculins de tennis junt al seu germà Bob Bryan. Va ser número 1 del rànquing de dobles durant 506 setmanes, només per darrere del seu germà.
En el seu palmarès destaquen 22 títols de Grand Slam, divuit de dobles masculins i quatre de dobles mixts. Va esdevenir professional l'any 1998, i el 2003 ja fou número 1. Els germans Bryan foren nomenat la millor parella masculina de la dècada del 2000, van completar el Golden Slam després de guanyar la medalla d'or als Jocs Olímpics de Londres 2012, i també el Golden Masters ja que van ser la primera parella en guanyar tots nou torneigs de categoria Masters. També van guanyar la Copa Davis amb l'equip estatunidenc l'edició de 2007.
El 2008, al costat del seu germà competeixen representant al seu país en els Jocs Olímpics de Pequín, caient per sorpresa amb la parella suïssa Roger Federer/Stanislas Wawrinka en semifinals; d'aquesta manera en la lluita per la medalla de bronze s'enfrontaren als francesos Arnaud Clément i Michaël Llodra.
El seu germà va patir una lesió important l'any 2018 que el va apartar del circuit durant més de mig any per recuperar-se de l'operació, durant aquest període va fer parella amb el seu compatriota Jack Sock i va ampliar el número de setmanes al capdavant del rànquing. Ambdós germans es van retirar definitivament a l'estiu de 2020.

## Biografia
Fill de Wayne i Kathy Bryan, que eren entrenadors de tennis i que el van introduir al món del tennis només amb dos anys. És dos minuts més petit que el seu germà bessó de Bob.
Va estudiar a la Universitat Stanford, on va col·laborar amb l'equip de tennis entre 1997 i 1998 per guanyar els títol NCAA per equips. De fet, va guanyar dos dels tres títols l'any 1998, dobles i equips.
Ambdós germans van formar la banda Bryan Bros Band, Bob als teclats i Mike a la bateria i guitarra, per fer concerts de beneficència, i van publicar un EP titulat Let It Rip (2009). També van crear la Bryan Brothers Foundation per obtenir fons i ajudar infants del comtat de Ventura, d'on són originaris.
Es va casar amb Lucille Williams el novembre de 2012 a Santa Barbara, però es van divorciar cinc anys després sense tenir descendència. Posteriorment es va tornar a casar amb la model eslovaca Nadia Murgasova el 19 de novembre de 2019, amb la qual va tenir un fill, Jake (2020).

## Torneigs de Grand Slam

### Dobles masculins: 32 (18−14)
| Resultat  | Núm. | Any  | Torneig              | Parella   | Oponents                           | Marcador                      |
| --------- | ---- | ---- | -------------------- | --------- | ---------------------------------- | ----------------------------- |
| Guanyador | 1.   | 2003 | Roland Garros        | Bob Bryan | Paul Haarhuis Ievgueni Kàfelnikov  | 7−6(3), 6−3                   |
| Finalista | 1.   | 2003 | US Open              | Bob Bryan | Jonas Björkman Todd Woodbridge     | 7−5, 0−6, 5−7                 |
| Finalista | 2.   | 2004 | Open d'Austràlia     | Bob Bryan | Michaël Llodra Fabrice Santoro     | 6−7(4), 3−6                   |
| Finalista | 3.   | 2005 | Open d'Austràlia (2) | Bob Bryan | Wayne Black Kevin Ullyett          | 4−6, 4−6                      |
| Finalista | 4.   | 2005 | Roland Garros        | Bob Bryan | Jonas Björkman Max Mirnyi          | 6−2, 1−6, 4−6                 |
| Finalista | 5.   | 2005 | Wimbledon            | Bob Bryan | Stephen Huss Wesley Moodie         | 6−7(4), 3−6, 7−6(2), 3−6      |
| Guanyador | 2.   | 2005 | US Open              | Bob Bryan | Jonas Björkman Max Mirnyi          | 6−1, 6−4                      |
| Guanyador | 3.   | 2006 | Open d'Austràlia     | Bob Bryan | Martin Damm Leander Paes           | 4−6, 6−3, 6−4                 |
| Finalista | 6.   | 2006 | Roland Garros (2)    | Bob Bryan | Jonas Björkman Max Mirnyi          | 7−6(5), 4−6, 5−7              |
| Guanyador | 4.   | 2006 | Wimbledon            | Bob Bryan | Fabrice Santoro Nenad Zimonjić     | 6−4, 4−6, 6−4, 2−6            |
| Guanyador | 5.   | 2007 | Open d'Austràlia (2) | Bob Bryan | Jonas Björkman Max Mirnyi          | 7−7, 7−5                      |
| Finalista | 7.   | 2007 | Wimbledon (2)        | Bob Bryan | Arnaud Clément Michaël Llodra      | 7−6(5), 3−6, 4−6, 4−6         |
| Guanyador | 6.   | 2008 | US Open (2)          | Bob Bryan | Lukáš Dlouhý Leander Paes          | 7−6(5), 7−6(10)               |
| Guanyador | 7.   | 2009 | Open d'Austràlia (3) | Bob Bryan | Mahesh Bhupathi Mark Knowles       | 2−6, 7−5, 6−0                 |
| Finalista | 8.   | 2009 | Wimbledon (3)        | Bob Bryan | Daniel Nestor Nenad Zimonjić       | 6−7(7), 7−6(3), 6−7(5), 3−6   |
| Guanyador | 8.   | 2010 | Open d'Austràlia (4) | Bob Bryan | Daniel Nestor Nenad Zimonjić       | 6−3, 6−7(5), 6−3              |
| Guanyador | 9.   | 2010 | US Open (3)          | Bob Bryan | Rohan Bopanna Aisam-ul-Haq Qureshi | 7−6(5), 7−6(4)                |
| Guanyador | 10.  | 2011 | Open d'Austràlia (5) | Bob Bryan | Mahesh Bhupathi Leander Paes       | 6−3, 6−4                      |
| Guanyador | 11.  | 2011 | Wimbledon (2)        | Bob Bryan | Robert Lindstedt Horia Tecău       | 6−3, 6−4, 7−6(2)              |
| Finalista | 9.   | 2012 | Open d'Austràlia (3) | Bob Bryan | Leander Paes Radek Štěpánek        | 6−7(1), 2−6                   |
| Finalista | 10.  | 2012 | Roland Garros (3)    | Bob Bryan | Max Mirnyi Daniel Nestor           | 4−6, 4−6                      |
| Guanyador | 12.  | 2012 | US Open (4)          | Bob Bryan | Leander Paes Radek Štěpánek        | 6−3, 6−4                      |
| Guanyador | 13.  | 2013 | Open d'Austràlia (6) | Bob Bryan | Robin Haase Igor Sijsling          | 6−3, 6−4                      |
| Guanyador | 14.  | 2013 | Roland Garros (2)    | Bob Bryan | Michaël Llodra Nicolas Mahut       | 6−4, 4−6, 7−6(4)              |
| Guanyador | 15.  | 2013 | Wimbledon (3)        | Bob Bryan | Ivan Dodig Marcelo Melo            | 3−6, 6−3, 6−4, 6−4            |
| Finalista | 11.  | 2014 | Wimbledon (4)        | Bob Bryan | Jack Sock Vasek Pospisil           | 6−7(5), 7−6(3), 4−6, 6−3, 5−7 |
| Guanyador | 16.  | 2014 | US Open (5)          | Bob Bryan | Marcel Granollers Marc López       | 6−3, 6−4                      |
| Finalista | 12.  | 2015 | Roland Garros (4)    | Bob Bryan | Ivan Dodig Marcelo Melo            | 7−6(5), 6−7(5), 5−7           |
| Finalista | 13.  | 2016 | Roland Garros (5)    | Bob Bryan | Feliciano López Marc López         | 4−6, 7−6(6), 3−6              |
| Finalista | 14.  | 2017 | Open d'Austràlia (4) | Bob Bryan | Henri Kontinen John Peers          | 5−7, 5−7                      |
| Guanyador | 17.  | 2018 | Wimbledon (4)        | Jack Sock | Raven Klaasen Michael Venus        | 6−3, 6−7(7), 6−3, 5−7, 7−5    |
| Guanyador | 18.  | 2018 | US Open (6)          | Jack Sock | Łukasz Kubot Marcelo Melo          | 6−3, 6−1                      |

### Dobles mixts: 6 (4−2)
| Resultat  | Núm. | Any  | Torneig           | Parella               | Oponents                          | Marcador       |
| --------- | ---- | ---- | ----------------- | --------------------- | --------------------------------- | -------------- |
| Finalista | 1.   | 2001 | Wimbledon         | Liezel Huber          | Daniela Hantuchová Leoš Friedl    | 6−4, 3−6, 2−6  |
| Guanyador | 1.   | 2002 | US Open           | Lisa Raymond          | Katarina Srebotnik Bob Bryan      | 7−6(9), 7−6(1) |
| Guanyador | 2.   | 2003 | Roland Garros     | Lisa Raymond          | Elena Likhovtseva Mahesh Bhupathi | 6−3, 6−4       |
| Finalista | 2.   | 2008 | Wimbledon (2)     | Katarina Srebotnik    | Samantha Stosur Bob Bryan         | 5−7, 4−6       |
| Guanyador | 3.   | 2012 | Wimbledon         | Lisa Raymond          | Ielena Vesninà Leander Paes       | 6−3, 5−7, 6−4  |
| Guanyador | 4.   | 2015 | Roland Garros (2) | Bethanie Mattek-Sands | Lucie Hradecká Marcin Matkowski   | 7−6(3), 6−1    |

## Jocs Olímpics

### Dobles masculins
| Any  | Campionat                          | Parella   | Oponents                          | Resultat      |
| ---- | ---------------------------------- | --------- | --------------------------------- | ------------- |
| 2008 | Jocs Olímpics, Pequín, Xina        | Bob Bryan | Arnaud Clément Michaël Llodra     | 3−6, 6−3, 6−4 |
| 2012 | Jocs Olímpics, Londres, Regne Unit | Bob Bryan | Michaël Llodra Jo-Wilfried Tsonga | 6−4, 7−6(2)   |

### Dobles mixts
| Any  | Campionat                          | Parella      | Oponents                       | Resultat         |
| ---- | ---------------------------------- | ------------ | ------------------------------ | ---------------- |
| 2012 | Jocs Olímpics, Londres, Regne Unit | Lisa Raymond | Sabine Lisicki Christopher Kas | 6−3, 4−6, [10−4] |

## Palmarès

### Dobles masculins: 186 (124−62)
| Llegenda (pre/post 2009)                                   |
| ---------------------------------------------------------- |
| Grand Slams (16−14)                                        |
| Jocs Olímpics Or (1)                                       |
| Tennis Masters Cup / ATP Finals (4−2)                      |
| ATP Masters Series / ATP World Tour Masters 1000 (36−21)   |
| ATP International Series Gold / ATP World Tour 500 (14−10) |
| ATP International Series / ATP World Tour 250 (45−13)      |

| Títols per superfície |
| --------------------- |
| Dura (69−32)          |
| Gespa (13−6)          |
| Terra batuda (26−18)  |
| Moqueta (3−0)         |

| Resultat  | Núm. | Data                   | Torneig                                        | Superfície   | Parella                | Oponents                             | Marcador                      |
| --------- | ---- | ---------------------- | ---------------------------------------------- | ------------ | ---------------------- | ------------------------------------ | ----------------------------- |
| Finalista | 1.   | 26 d'abril de 1999     | Orlando, Estats Units                          | Terra batuda | Bob Bryan              | Jim Courier Todd Woodbridge          | 6−7(4), 4−6                   |
| Guanyador | 1.   | 25 de febrer de 2001   | Memphis, Estats Units                          | Dura (i)     | Bob Bryan              | Alex O'Brien Jonathan Stark          | 6−3, 7−6(3)                   |
| Guanyador | 2.   | 17 de juny de 2001     | Londres, Regne Unit                            | Gespa        | Bob Bryan              | Eric Taino David Wheaton             | 6−3, 3−6, 6−1                 |
| Guanyador | 3.   | 15 de juliol de 2001   | Newport, Estats Units                          | Gespa        | Bob Bryan              | André Sá Glenn Weiner                | 6−3, 7−5                      |
| Guanyador | 4.   | 29 de juliol de 2001   | Los Angeles, Estats Units                      | Dura         | Bob Bryan              | Jan-Michael Gambill Andy Roddick     | 7−5, 7−6(6)                   |
| Finalista | 2.   | 19 d'agost de 2001     | Washington DC, Estats Units                    | Dura         | Bob Bryan              | Martin Damm David Prinosil           | 6−7(5), 3−6                   |
| Finalista | 3.   | 6 de gener de 2002     | Adelaida, Austràlia                            | Dura         | Bob Bryan              | Wayne Black Kevin Ullyett            | 5−7, 2−6                      |
| Finalista | 4.   | 24 de febrer de 2002   | Memphis                                        | Dura (i)     | Bob Bryan              | Brian MacPhie Nenad Zimonjić         | 3−6, 6−3, [4−10]              |
| Guanyador | 5.   | 3 de març de 2002      | Acapulco, Mèxic                                | Terra batuda | Bob Bryan              | Martin Damm David Rikl               | 6−1, 3−6, [10−2]              |
| Guanyador | 6.   | 10 de març de 2002     | Scottsdale, Estats Units                       | Dura         | Bob Bryan              | Mark Knowles Daniel Nestor           | 7−5, 7−6(6)                   |
| Finalista | 5.   | 26 de maig de 2002     | Sankt Pölten, Àustria                          | Terra batuda | Michael Hill           | Petr Pála David Rikl                 | 5−7, 4−6                      |
| Guanyador | 7.   | 23 de juny de 2002     | Nottingham, Regne Unit                         | Gespa        | Mark Knowles           | Donald Johnson Jared Palmer          | 6−0, 6−7(3), 4−6              |
| Guanyador | 8.   | 14 de juliol de 2002   | Newport (2)                                    | Gespa        | Bob Bryan              | Jürgen Melzer Alexander Popp         | 7−5, 6−3                      |
| Guanyador | 9.   | 4 d'agost de 2002      | Toronto, Canadà                                | Dura         | Bob Bryan              | Mark Knowles Daniel Nestor           | 4−6, 7−6(1), 6−3              |
| Finalista | 6.   | 18 d'agost de 2002     | Washington DC (2)                              | Dura         | Bob Bryan              | Wayne Black Kevin Ullyett            | 6−3, 3−6, [5−7]               |
| Guanyador | 10.  | 25 d'agost de 2002     | Long Island, Estats Units                      | Dura         | Mahesh Bhupathi        | Petr Pála Pavel Vízner               | 6−3, 6−4                      |
| Guanyador | 11.  | 27 d'octubre de 2002   | Gstaad, Suïssa                                 | Moqueta (i)  | Bob Bryan              | Mark Knowles Daniel Nestor           | 7−6(1), 7−5                   |
| Finalista | 7.   | 23 de febrer de 2003   | Memphis (2)                                    | Dura (i)     | Bob Bryan              | Mark Knowles Daniel Nestor           | 2−6, 6−7(3)                   |
| Finalista | 8.   | 17 de març de 2003     | Indian Wells, Estats Units                     | Dura         | Bob Bryan              | Wayne Ferreira Ievgueni Kàfelnikov   | 6−3, 5−7, 4−6                 |
| Guanyador | 12.  | 27 d'abril de 2003     | Barcelona, Espanya                             | Terra batuda | Bob Bryan              | Chris Haggard Robbie Koenig          | 6−4, 6−3                      |
| Guanyador | 13.  | 8 de juny de 2003      | Roland Garros, França                          | Terra batuda | Bob Bryan              | Paul Haarhuis Ievgueni Kàfelnikov    | 7−6(3), 6−3                   |
| Guanyador | 14.  | 22 de juny de 2003     | Nottingham (2)                                 | Gespa        | Bob Bryan              | Joshua Eagle Jared Palmer            | 7−6(3), 4−6, 7−6(4)           |
| Guanyador | 15.  | 17 d'agost de 2003     | Cincinnati, Estats Units                       | Dura         | Bob Bryan              | Wayne Arthurs Paul Hanley            | 7−6, 7−6(5)                   |
| Finalista | 9.   | 7 de setembre de 2003  | US Open, Estats Units                          | Dura         | Bob Bryan              | Jonas Björkman Todd Woodbridge       | 7−5, 0−6, 7−5                 |
| Guanyador | 16.  | 16 de novembre de 2003 | Tennis Masters Cup, Houston, Estats Units      | Dura         | Bob Bryan              | Michaël Llodra Fabrice Santoro       | 6−7(6), 6−3, 3−6, 7−6(3), 6−4 |
| Guanyador | 17.  | 11 de gener de 2004    | Adelaida                                       | Dura         | Bob Bryan              | Arnaud Clément Michaël Llodra        | 7−5, 6−3                      |
| Finalista | 10.  | 18 de gener de 2004    | Sydney, Austràlia                              | Dura         | Bob Bryan              | Jonas Björkman Todd Woodbridge       | 6−7(3), 5−7                   |
| Finalista | 11.  | 1 de febrer de 2004    | Open d'Austràlia, Austràlia                    | Dura         | Bob Bryan              | Michaël Llodra Fabrice Santoro       | 6−7(4), 3−6                   |
| Guanyador | 18.  | 22 de febrer de 2004   | Memphis (2)                                    | Dura (i)     | Bob Bryan              | Jeff Coetzee Chris Haggard           | 6−3, 6−4                      |
| Guanyador | 19.  | 7 de març de 2004      | Acapulco (2)                                   | Terra batuda | Bob Bryan              | Juan Ignacio Chela Nicolás Massú     | 6−2, 6−3                      |
| Finalista | 12.  | 17 de maig de 2004     | Hamburg, Alemanya                              | Terra batuda | Bob Bryan              | Wayne Black Kevin Ullyett            | 4−6, 2−6                      |
| Guanyador | 20.  | 13 de juny de 2004     | Londres (2)                                    | Gespa        | Bob Bryan              | Mark Knowles Daniel Nestor           | 6−4, 6−4                      |
| Guanyador | 21.  | 18 de juliol de 2004   | Los Angeles (2)                                | Dura         | Bob Bryan              | Wayne Arthurs Paul Hanley            | 6−3, 7−6(6)                   |
| Finalista | 13.  | 25 d'octubre de 2004   | Madrid, Espanya                                | Dura (i)     | Bob Bryan              | Mark Knowles Daniel Nestor           | 3−6, 4−6                      |
| Guanyador | 22.  | 30 d'octubre de 2004   | Basilea, Suïssa                                | Moqueta (i)  | Bob Bryan              | Lucas Arnold Ker Mariano Hood        | 7−6(9), 6−2                   |
| Guanyador | 23.  | 21 de novembre de 2004 | Tennis Masters Cup, Houston (2)                | Dura         | Bob Bryan              | Wayne Black Kevin Ullyett            | 4−6, 7−5, 6−4, 6−2            |
| Finalista | 14.  | 30 de gener de 2005    | Open d'Austràlia (2)                           | Dura         | Bob Bryan              | Wayne Black Kevin Ullyett            | 4−6, 4−6                      |
| Finalista | 15.  | 20 de febrer de 2005   | Memphis (3)                                    | Dura (i)     | Bob Bryan              | Simon Aspelin Todd Perry             | 4−6, 4−6                      |
| Guanyador | 24.  | 28 de febrer de 2005   | Scottsdale (2)                                 | Dura         | Bob Bryan              | Wayne Arthurs Paul Hanley            | 7−5, 6−4                      |
| Finalista | 16.  | 17 d'abril de 2005     | Montecarlo, Mònaco                             | Terra batuda | Bob Bryan              | Leander Paes Nenad Zimonjić          | Renúncia                      |
| Finalista | 17.  | 9 de maig de 2005      | Roma, Itàlia                                   | Terra batuda | Bob Bryan              | Michaël Llodra Fabrice Santoro       | 4−6, 2−6                      |
| Finalista | 18.  | 5 de juny de 2005      | Roland Garros                                  | Terra batuda | Bob Bryan              | Jonas Björkman Max Mirnyi            | 6−2, 1−6, 4−6                 |
| Guanyador | 25.  | 12 de juny de 2005     | Londres (3)                                    | Gespa        | Bob Bryan              | Jonas Björkman Max Mirnyi            | 7−6(9), 7−6(4)                |
| Finalista | 19.  | 3 de juliol de 2005    | Wimbledon, Regne Unit                          | Gespa        | Bob Bryan              | Stephen Huss Wesley Moodie           | 6−7(4), 3−6, 7−6(2), 3−6      |
| Guanyador | 264. | 7 d'agost de 2005      | Washington DC                                  | Dura         | Bob Bryan              | Wayne Black Kevin Ullyett            | 6−4, 6−2                      |
| Guanyador | 27.  | 11 de setembre de 2005 | US Open                                        | Dura         | Bob Bryan              | Jonas Björkman Max Mirnyi            | 6−1, 6−4                      |
| Guanyador | 28.  | 6 de novembre de 2005  | París, França                                  | Moqueta (i)  | Bob Bryan              | Mark Knowles Daniel Nestor           | 6−4, 6−7(3), 6−4              |
| Guanyador | 29.  | 29 de gener de 2006    | Open d'Austràlia                               | Dura         | Bob Bryan              | Martin Damm Leander Paes             | 4−6, 6−3, 6−4                 |
| Guanyador | 30.  | 6 de març de 2006      | Las Vegas (3)                                  | Dura         | Bob Bryan              | Jaroslav Levinský Robert Lindstedt   | 6−3, 6−2                      |
| Finalista | 20.  | 19 de març de 2006     | Indian Wells (2)                               | Dura         | Bob Bryan              | Mark Knowles Daniel Nestor           | 4−6, 4−6                      |
| Finalista | 21.  | 2 d'abril de 2006      | Miami, Estats Units                            | Dura         | Bob Bryan              | Jonas Björkman Max Mirnyi            | 4−6, 4−6                      |
| Finalista | 22.  | 11 de juny de 2006     | Roland Garros (2)                              | Terra batuda | Bob Bryan              | Jonas Björkman Max Mirnyi            | 7−6(5), 4−6, 5−7              |
| Guanyador | 31.  | 9 de juliol de 2006    | Wimbledon                                      | Gespa        | Bob Bryan              | Fabrice Santoro Nenad Zimonjić       | 6−3, 4−6, 6−4, 6−2            |
| Guanyador | 32.  | 30 de juliol de 2006   | Los Angeles (3)                                | Dura         | Bob Bryan              | Eric Butorac Jamie Murray            | 6−2, 6−4                      |
| Guanyador | 33.  | 6 d'agost de 2006      | Washington DC (2)                              | Dura         | Bob Bryan              | Paul Hanley Kevin Ullyett            | 6−3, 5−7, [10−3]              |
| Guanyador | 34.  | 13 d'agost de 2006     | Toronto (2)                                    | Dura         | Bob Bryan              | Paul Hanley Kevin Ullyett            | 6−3, 7−5                      |
| Finalista | 23.  | 21 d'agost de 2006     | Cincinnati                                     | Dura         | Bob Bryan              | Jonas Björkman Max Mirnyi            | 6−3, 3−6, [7−10]              |
| Guanyador | 35.  | 23 d'octubre de 2006   | Madrid                                         | Dura (i)     | Bob Bryan              | Mark Knowles Daniel Nestor           | 7−5, 6−4                      |
| Guanyador | 36.  | 28 de gener de 2007    | Open d'Austràlia (2)                           | Dura         | Bob Bryan              | Jonas Björkman Max Mirnyi            | 7−5, 7−5                      |
| Guanyador | 37.  | 4 de març de 2007      | Las Vegas (4)                                  | Dura         | Bob Bryan              | Jonathan Erlich Andy Ram             | 7−6(6), 6−2                   |
| Guanyador | 38.  | 1 d'abril de 2007      | Miami                                          | Dura         | Bob Bryan              | Martin Damm Leander Paes             | 6−7(7), 6−3, [10−7]           |
| Guanyador | 39.  | 15 d'abril de 2007     | Houston, Estats Units                          | Terra batuda | Bob Bryan              | Mark Knowles Daniel Nestor           | 7−6(3), 6−4                   |
| Guanyador | 40.  | 22 d'abril de 2007     | Montecarlo                                     | Terra batuda | Bob Bryan              | Julien Benneteau Richard Gasquet     | 6−2, 6−1                      |
| Finalista | 24.  | 13 de maig de 2007     | Roma (2)                                       | Terra batuda | Bob Bryan              | Fabrice Santoro Nenad Zimonjić       | 4−6, 7−6(4), [7−10]           |
| Guanyador | 41.  | 22 de maig de 2007     | Hamburg                                        | Terra batuda | Bob Bryan              | Paul Hanley Kevin Ullyett            | 6−3, 6−4                      |
| Finalista | 25.  | 17 de juny de 2007     | Londres                                        | Gespa        | Bob Bryan              | Mark Knowles Daniel Nestor           | 6−7(4), 5−7                   |
| Finalista | 26.  | 8 de juliol de 2007    | Wimbledon (2)                                  | Gespa        | Bob Bryan              | Arnaud Clément Michaël Llodra        | 7−6(5), 3−6, 4−6, 4−6         |
| Guanyador | 42.  | 23 de juliol de 2007   | Los Angeles (4)                                | Dura         | Bob Bryan              | Scott Lipsky David Martin            | 7−6(5), 6−2                   |
| Guanyador | 43.  | 6 d'agost de 2007      | Washington DC (3)                              | Dura         | Bob Bryan              | Jonathan Erlich Andy Ram             | 7−6(5), 3−6, [10−7]           |
| Finalista | 27.  | 19 d'agost de 2007     | Cincinnati (2)                                 | Dura         | Bob Bryan              | Jonathan Erlich Andy Ram             | 6−4, 3−6, [11−13]             |
| Guanyador | 44.  | 21 d'octubre de 2007   | Madrid (2)                                     | Dura (i)     | Bob Bryan              | Mariusz Fyrstenberg Marcin Matkowski | 6−3, 7−6(4)                   |
| Guanyador | 45.  | 28 d'octubre de 2007   | Basilea (2)                                    | Dura (i)     | Bob Bryan              | James Blake Mark Knowles             | 6−1, 6−1                      |
| Guanyador | 46.  | 4 de novembre de 2007  | París (2)                                      | Dura (i)     | Bob Bryan              | Daniel Nestor Nenad Zimonjić         | 6−3, 7−6(4)                   |
| Finalista | 287. | 12 de gener de 2008    | Sydney (2)                                     | Dura         | Bob Bryan              | Richard Gasquet Jo-Wilfried Tsonga   | 6−4, 4−6, [9−11]              |
| Finalista | 29.  | 17 de febrer de 2008   | Delray Beach, Estats Units                     | Dura         | Bob Bryan              | Max Mirnyi Jamie Murray              | 4−6, 6−3, [6−10]              |
| Finalista | 30.  | 24 de febrer de 2008   | de San Jose, Estats Units                      | Dura (i)     | Bob Bryan              | Scott Lipsky David Martin            | 6−7(4), 5−7                   |
| Finalista | 31.  | 9 de març de 2008      | Las Vegas                                      | Dura         | Bob Bryan              | Julien Benneteau Michaël Llodra      | 4−6, 6−4, [8−10]              |
| Guanyador | 47.  | 6 d'abril de 2008      | Miami (2)                                      | Dura         | Bob Bryan              | Mahesh Bhupathi Mark Knowles         | 6−2, 6−2                      |
| Guanyador | 48.  | 4 de maig de 2008      | Barcelona (2)                                  | Terra batuda | Bob Bryan              | Mariusz Fyrstenberg Marcin Matkowski | 6−3, 6−2                      |
| Guanyador | 49.  | 11 de maig de 2008     | Roma                                           | Terra batuda | Bob Bryan              | Daniel Nestor Nenad Zimonjić         | 3−6, 6−4, [10−8]              |
| Finalista | 32.  | 18 de maig de 2008     | Hamburg (2)                                    | Terra batuda | Bob Bryan              | Daniel Nestor Nenad Zimonjić         | 4−6, 7−5, [8−10]              |
| Finalista | 33.  | 27 de juliol de 2008   | Toronto                                        | Dura         | Bob Bryan              | Daniel Nestor Nenad Zimonjić         | 2−6, 6−4, [6−10]              |
| Guanyador | 50.  | 3 d'agost de 2008      | Cincinnati (2)                                 | Dura         | Bob Bryan              | Jonathan Erlich Andy Ram             | 4−6, 7−6(2), [10−7]           |
| Guanyador | 51.  | 8 de setembre de 2008  | US Open (2)                                    | Dura         | Bob Bryan              | Lukáš Dlouhý Leander Paes            | 7−6(5), 7−6(10)               |
| Finalista | 34.  | 16 de novembre de 2008 | Tennis Masters Cup, Xangai, Xina               | Dura (i)     | Bob Bryan              | Daniel Nestor Nenad Zimonjić         | 6−7(3), 2−6                   |
| Guanyador | 52.  | 17 de gener de 2009    | Sydney                                         | Dura         | Bob Bryan              | Daniel Nestor Nenad Zimonjić         | 6−1, 7−6(3)                   |
| Guanyador | 53.  | 1 de febrer de 2009    | Open d'Austràlia (3)                           | Dura         | Bob Bryan              | Mahesh Bhupathi Mark Knowles         | 2−6, 7−5, 6−0                 |
| Guanyador | 54.  | 1 de març de 2009      | Delray Beach                                   | Dura         | Bob Bryan              | Marcelo Melo André Sá                | 6−4, 6−4                      |
| Guanyador | 55.  | 12 d'abril de 2009     | Houston (2)                                    | Terra batuda | Bob Bryan              | Jesse Levine Ryan Sweeting           | 6−1, 6−2                      |
| Finalista | 35.  | 19 d'abril de 2009     | Montecarlo (2)                                 | Terra batuda | Bob Bryan              | Daniel Nestor Nenad Zimonjić         | 4−6, 1−6                      |
| Finalista | 36.  | 4 de maig de 2009      | Roma (3)                                       | Terra batuda | Bob Bryan              | Daniel Nestor Nenad Zimonjić         | 6−7(5), 3−6                   |
| Finalista | 37.  | 5 de juliol de 2009    | Wimbledon (3)                                  | Gespa        | Bob Bryan              | Daniel Nestor Nenad Zimonjić         | 6−7(7), 7−6(3), 6−7(3), 3−6   |
| Guanyador | 56.  | 2 d'agost de 2009      | Los Angeles (5)                                | Dura         | Bob Bryan              | Benjamin Becker Frank Moser          | 6−4, 7−6(2)                   |
| Finalista | 38.  | 23 d'agost de 2009     | Cincinnati (3)                                 | Dura         | Bob Bryan              | Daniel Nestor Nenad Zimonjić         | 6−3, 6−7(2), [13−15]          |
| Guanyador | 57.  | 11 d'octubre de 2009   | Pequín, Xina                                   | Dura         | Bob Bryan              | Mark Knowles Andy Roddick            | 6−4, 6−2                      |
| Finalista | 39.  | 8 de novembre de 2009  | Basilea                                        | Dura (i)     | Bob Bryan              | Daniel Nestor Nenad Zimonjić         | 2−6, 3−6                      |
| Guanyador | 58.  | 29 de novembre de 2009 | ATP World Tour Finals, Londres, Regne Unit (3) | Dura (i)     | Bob Bryan              | Max Mirnyi Andy Ram                  | 7−6(5), 6−3                   |
| Guanyador | 59.  | 31 de gener de 2010    | Open d'Austràlia (4)                           | Dura         | Bob Bryan              | Daniel Nestor Nenad Zimonjić         | 6−3, 6−7(5), 6−3              |
| Guanyador | 60.  | 28 de febrer de 2010   | Delray Beach (2)                               | Dura         | Bob Bryan              | Philipp Marx Igor Zelenay            | 6−3, 7−6(3)                   |
| Guanyador | 61.  | 11 d'abril de 2010     | Houston (3)                                    | Terra batuda | Bob Bryan              | Stephen Huss Wesley Moodie           | 6−3, 7−5                      |
| Guanyador | 62.  | 2 de maig de 2010      | Roma (2)                                       | Terra batuda | Bob Bryan              | John Isner Sam Querrey               | 6−2, 6−3                      |
| Guanyador | 63.  | 16 de maig de 2010     | Madrid (3)                                     | Terra batuda | Bob Bryan              | Daniel Nestor Nenad Zimonjić         | 6−3, 6−4                      |
| Guanyador | 64.  | 1 d'agost de 2010      | Los Angeles (6)                                | Dura         | Bob Bryan              | Eric Butorac Jean-Julien Rojer       | 6−7(6), 6−2, [10−7]           |
| Guanyador | 65.  | 15 d'agost de 2010     | Toronto (3)                                    | Dura         | Bob Bryan              | Julien Benneteau Michaël Llodra      | 7−5, 6−3                      |
| Guanyador | 66.  | 22 d'agost de 2010     | Cincinnati (3)                                 | Dura         | Bob Bryan              | Mahesh Bhupathi Max Mirnyi           | 6−3, 6−4                      |
| Guanyador | 67.  | 13 de setembre de 2010 | US Open (3)                                    | Dura         | Bob Bryan              | Rohan Bopanna A-u-H. Qureshi         | 7−6(5), 7−6(4)                |
| Guanyador | 68.  | 11 d'octubre de 2010   | Pequín (2)                                     | Dura         | Bob Bryan              | Mariusz Fyrstenberg Marcin Matkowski | 6−1, 7−6(5)                   |
| Guanyador | 69.  | 7 de novembre de 2010  | Basilea (3)                                    | Dura (i)     | Bob Bryan              | Daniel Nestor Nenad Zimonjić         | 6−3, 3−6, [10−3]              |
| Finalista | 40.  | 15 de gener de 2011    | Sydney (3)                                     | Dura         | Bob Bryan              | Lukáš Dlouhý Paul Hanley             | 7−6(6), 3−6, [5−10]           |
| Guanyador | 70.  | 30 de gener de 2011    | Open d'Austràlia (5)                           | Dura         | Bob Bryan              | Mahesh Bhupathi Leander Paes         | 6−3, 6−4                      |
| Guanyador | 71.  | 10 d'abril de 2011     | Houston (4)                                    | Terra batuda | Bob Bryan              | John Isner Sam Querrey               | 6−7(4), 6−2, [10−5]           |
| Guanyador | 72.  | 17 d'abril de 2011     | Montecarlo (2)                                 | Terra batuda | Bob Bryan              | Juan Ignacio Chela Bruno Soares      | 6−3, 6−2                      |
| Finalista | 41.  | 24 d'abril de 2011     | Barcelona                                      | Terra batuda | Bob Bryan              | Santiago González Scott Lipsky       | 7−5, 2−6, [10−12]             |
| Guanyador | 73.  | 8 de maig de 2011      | Madrid (4)                                     | Terra batuda | Bob Bryan              | Michaël Llodra Nenad Zimonjić        | 6−3, 6−3                      |
| Guanyador | 74.  | 13 de juny de 2011     | Londres (4)                                    | Gespa        | Bob Bryan              | Mahesh Bhupathi Leander Paes         | 6−7(2), 7−6(4), [10−6]        |
| Guanyador | 75.  | 3 de juliol de 2011    | Wimbledon (2)                                  | Gespa        | Bob Bryan              | Robert Lindstedt Horia Tecău         | 6−3, 6−4, 7−6(2)              |
| Finalista | 42.  | 14 d'agost de 2011     | Mont-real                                      | Dura         | Bob Bryan              | Michaël Llodra Nenad Zimonjić        | 4−6, 7−6(5), [5−10]           |
| Guanyador | 76.  | 30 d'octubre de 2011   | Viena, Àustria                                 | Dura (i)     | Bob Bryan              | Max Mirnyi Daniel Nestor             | 7−6(10), 6−3                  |
| Guanyador | 77.  | 6 de novembre de 2011  | València, Espanya                              | Dura (i)     | Bob Bryan              | Eric Butorac Jean-Julien Rojer       | 6−4, 7−6(9)                   |
| Guanyador | 78.  | 15 de gener de 2012    | Sydney (2)                                     | Dura         | Bob Bryan              | Matthew Ebden Jarkko Nieminen        | 6−1, 6−4                      |
| Finalista | 43.  | 29 de gener de 2012    | Open d'Austràlia (3)                           | Dura         | Bob Bryan              | Leander Paes Radek Štěpánek          | 6−7(1), 2−6                   |
| Guanyador | 79.  | 22 d'abril de 2012     | Montecarlo (3)                                 | Terra batuda | Bob Bryan              | Max Mirnyi Daniel Nestor             | 6−2, 6−3                      |
| Guanyador | 80.  | 17 de maig de 2012     | Niça, França                                   | Terra batuda | Bob Bryan              | Oliver Marach Filip Polášek          | 7−6(5), 6−3                   |
| Finalista | 44.  | 11 de juny de 2012     | Roland Garros (3)                              | Terra batuda | Bob Bryan              | Max Mirnyi Daniel Nestor             | 4−6, 4−6                      |
| Finalista | 45.  | 17 de juny de 2012     | Londres (2)                                    | Gespa        | Bob Bryan              | Max Mirnyi Daniel Nestor             | 3−6, 4−6                      |
| Guanyador | 81.  | 4 d'agost de 2012      | Jocs Olímpics, Londres, Regne Unit             | Gespa        | Bob Bryan              | Michaël Llodra Jo-Wilfried Tsonga    | 6−4, 7−6(2)                   |
| Guanyador | 82.  | 13 d'agost de 2012     | Toronto (4)                                    | Dura         | Bob Bryan              | Marcel Granollers Marc López         | 6−1, 4−6, [12−10]             |
| Guanyador | 83.  | 10 de setembre de 2012 | US Open (4)                                    | Dura         | Bob Bryan              | Leander Paes Radek Štěpánek          | 6−3, 6−4                      |
| Guanyador | 84.  | 7 d'octubre de 2012    | Pequín (3)                                     | Dura         | Bob Bryan              | Carlos Berlocq Denis Istomin         | 6−3, 6−2                      |
| Guanyador | 85.  | 12 de gener de 2013    | Sydney (3)                                     | Dura         | Bob Bryan              | Max Mirnyi Horia Tecău               | 6−4, 6−4                      |
| Guanyador | 86.  | 27 de gener de 2013    | Open d'Austràlia (6)                           | Dura         | Bob Bryan              | Robin Haase Igor Sijsling            | 6−3, 6−4                      |
| Guanyador | 87.  | 24 de febrer de 2013   | Memphis (3)                                    | Dura (i)     | Bob Bryan              | James Blake Jack Sock                | 6−1, 6−2                      |
| Guanyador | 88.  | 17 de març de 2013     | Indian Wells                                   | Dura         | Bob Bryan              | Treat Huey Jerzy Janowicz            | 6−3, 3−6, [10−6]              |
| Finalista | 46.  | 14 d'abril de 2013     | Houston                                        | Terra batuda | Bob Bryan              | Jamie Murray John Peers              | 6−1, 6−7(3), [10−12]          |
| Finalista | 47.  | 21 d'abril de 2013     | Montecarlo (3)                                 | Terra batuda | Bob Bryan              | Julien Benneteau Nenad Zimonjić      | 6−4, 6−7(4), [12−14]          |
| Guanyador | 89.  | 12 de maig de 2013     | Madrid (5)                                     | Terra batuda | Bob Bryan              | Alexander Peya Bruno Soares          | 6−2, 6−3                      |
| Guanyador | 90.  | 19 de maig de 2013     | Roma (3)                                       | Terra batuda | Bob Bryan              | Mahesh Bhupathi Rohan Bopanna        | 6−2, 6−3                      |
| Guanyador | 91.  | 9 de juny de 2013      | Roland Garros (3)                              | Terra batuda | Bob Bryan              | Michaël Llodra Nicolas Mahut         | 6−4, 4−6, 7−6(4)              |
| Guanyador | 92.  | 16 de juny de 2013     | Londres (5)                                    | Gespa        | Bob Bryan              | Alexander Peya Bruno Soares          | 4−6, 7−5, [10−3]              |
| Guanyador | 93.  | 7 de juliol de 2013    | Wimbledon (3)                                  | Gespa        | Bob Bryan              | Ivan Dodig Marcelo Melo              | 3−6, 6−3, 6−4, 6−4            |
| Guanyador | 94.  | 18 d'agost de 2013     | Cincinnati (4)                                 | Dura         | Bob Bryan              | Marcel Granollers Marc López         | 6−4, 4−6, [10−4]              |
| Finalista | 48.  | 27 d'octubre de 2013   | València                                       | Dura (i)     | Bob Bryan              | Alexander Peya Bruno Soares          | 6−7(3), 7−6(1), [11−13]       |
| Guanyador | 95.  | 3 de novembre de 2013  | París (3)                                      | Dura (i)     | Bob Bryan              | Alexander Peya Bruno Soares          | 6−3, 6−3                      |
| Finalista | 49.  | 11 de novembre de 2013 | ATP World Tour Finals, Londres, Regne Unit (2) | Dura (i)     | Bob Bryan              | David Marrero Fernando Verdasco      | 5−6, 7−6(3), [7−10]           |
| Finalista | 50.  | 16 de febrer de 2014   | Memphis (4)                                    | Dura (i)     | Bob Bryan              | Eric Butorac Raven Klaasen           | 4−6, 4−6                      |
| Guanyador | 96.  | 23 de febrer de 2014   | Delray Beach (3)                               | Dura         | Bob Bryan              | František Čermák Mikhail Elgin       | 6−2, 6−3                      |
| Guanyador | 97.  | 16 de març de 2014     | Indian Wells (2)                               | Dura         | Bob Bryan              | Alexander Peya Bruno Soares          | 6−4, 6−3                      |
| Guanyador | 98.  | 30 de març de 2014     | Miami (3)                                      | Dura         | Bob Bryan              | J.S. Cabal Robert Farah              | 7−6(8), 6−4                   |
| Guanyador | 99.  | 13 d'abril de 2014     | Houston (5)                                    | Terra batuda | Bob Bryan              | David Marrero Fernando Verdasco      | 4−6, 6−4, [11−9]              |
| Guanyador | 100. | 20 d'abril de 2014     | Montecarlo (4)                                 | Terra batuda | Bob Bryan              | Ivan Dodig Marcelo Melo              | 6−3, 3−6, [10−8]              |
| Finalista | 51.  | 11 de maig de 2014     | Madrid (2)                                     | Terra batuda | Bob Bryan              | Daniel Nestor Nenad Zimonjić         | 4−6, 2−6                      |
| Finalista | 52.  | 7 de juliol de 2014    | Wimbledon (4)                                  | Gespa        | Bob Bryan              | Vasek Pospisil Jack Sock             | 6−7(5), 7−6(3), 4−6, 6−3, 5−7 |
| Guanyador | 101. | 17 d'agost de 2014     | Cincinnati (5)                                 | Dura         | Bob Bryan              | Vasek Pospisil Jack Sock             | 6−3, 6−2                      |
| Guanyador | 102. | 8 de setembre de 2014  | US Open (5)                                    | Dura         | Bob Bryan              | Marcel Granollers Marc López         | 6−3, 6−4                      |
| Guanyador | 103. | 12 d'octubre de 2014   | Xangai, Xina                                   | Dura         | Bob Bryan              | Julien Benneteau É. Roger-Vasselin   | 6−3, 7−6(3                    |
| Guanyador | 104. | 2 de novembre de 2014  | París (4)                                      | Dura (i)     | Bob Bryan              | Marcin Matkowski Jürgen Melzer       | 7−6(5), 5−7, [10−6]           |
| Guanyador | 105. | 16 de novembre de 2014 | ATP World Tour Finals, Londres (4)             | Dura (i)     | Bob Bryan              | Ivan Dodig Marcelo Melo              | 6−7(5), 6−2, [10−7]           |
| Guanyador | 106. | 22 de febrer de 2015   | Delray Beach (4)                               | Dura         | Bob Bryan              | Raven Klaasen Leander Paes           | 6−3, 3−6, [10−6]              |
| Guanyador | 107. | 5 d'abril de 2015      | Miami (4)                                      | Dura         | Bob Bryan              | Vasek Pospisil Jack Sock             | 6−3, 1−6, [10−8]              |
| Guanyador | 108. | 19 d'abril de 2015     | Montecarlo (5)                                 | Terra batuda | Bob Bryan              | Simone Bolelli Fabio Fognini         | 7−6(3), 6−1                   |
| Finalista | 53.  | 7 de juny de 2015      | Roland Garros (4)                              | Terra batuda | Bob Bryan              | Ivan Dodig Marcelo Melo              | 7−6(5), 6−7(5), 5−7           |
| Guanyador | 109. | 2 d'agost de 2015      | Atlanta, Estats Units                          | Dura         | Bob Bryan              | Colin Fleming Gilles Müller          | 4−6, 7−6(2), [10−4]           |
| Guanyador | 110. | 9 d'agost de 2015      | Washington DC (4)                              | Dura         | Bob Bryan              | Ivan Dodig Marcelo Melo              | 6−4, 6−2                      |
| Guanyador | 111. | 16 d'agost de 2015     | Toronto (5)                                    | Dura         | Bob Bryan              | Daniel Nestor É. Roger-Vasselin      | 7−6(5), 3−6, [10−6]           |
| Finalista | 54.  | 21 de febrer de 2016   | Delray Beach (2)                               | Dura         | Bob Bryan              | Oliver Marach Fabrice Martin         | 6−3, 6−7(7), [11−13]          |
| Guanyador | 112. | 10 d'abril de 2016     | Houston (6)                                    | Terra batuda | Bob Bryan              | V. Estrella Burgos Santiago González | 4−6, 6−3, [10−8]              |
| Guanyador | 113. | 24 de maig de 2016     | Barcelona (3)                                  | Terra batuda | Bob Bryan              | Pablo Cuevas Marcel Granollers       | 7−5, 7−5                      |
| Guanyador | 114. | 15 de maig de 2016     | Roma (4)                                       | Terra batuda | Bob Bryan              | Vasek Pospisil Jack Sock             | 2−6, 6−3, [10−7]              |
| Finalista | 55.  | 5 de juny de 2016      | Roland Garros (5)                              | Terra batuda | Bob Bryan              | Feliciano López Marc López           | 4−6, 7−6(6), 3−6              |
| Finalista | 56.  | 29 de gener de 2017    | Open d'Austràlia (4)                           | Dura         | Bob Bryan              | Henri Kontinen John Peers            | 5−7, 5−7                      |
| Guanyador | 115. | 1 de juliol de 2017    | Eastbourne, Regne Unit                         | Gespa        | Bob Bryan              | Rohan Bopanna André Sá               | 6−7(4), 6−4, [10−3]           |
| Guanyador | 116. | 30 de juliol de 2017   | Atlanta (2)                                    | Dura         | Bob Bryan              | Wesley Koolhof Artem Sitak           | 6−3, 6−4                      |
| Finalista | 57.  | 3 de març de 2018      | Acapulco                                       | Terra batuda | Bob Bryan              | Jamie Murray Bruno Soares            | 6−7(4), 5−7                   |
| Finalista | 58.  | 18 de març de 2018     | Indian Wells (3)                               | Dura         | Bob Bryan              | John Isner Jack Sock                 | 6−7(4), 6−7(2)                |
| Guanyador | 117. | 1 d'abril de 2018      | Miami (5)                                      | Dura         | Bob Bryan              | Karén Khatxànov Andrei Rubliov       | 4−6, 7−6(5), [10−4]           |
| Guanyador | 118. | 22 d'abril de 2018     | Montecarlo (6)                                 | Terra batuda | Bob Bryan              | Oliver Marach Mate Pavić             | 7−6(5), 6−3                   |
| Finalista | 59.  | 13 de maig de 2018     | Madrid (3)                                     | Terra batuda | Bob Bryan              | Nikola Mektić Alexander Peya         | 3−5, retirada                 |
| Guanyador | 119. | 15 de juliol de 2018   | Wimbledon (4)                                  | Gespa        | Jack Sock              | Raven Klaasen Michael Venus          | 6−3, 6−7(7), 6−3, 5−7, 7−5    |
| Finalista | 60.  | 5 d'agost de 2018      | Washington DC (3)                              | Dura         | Édouard Roger-Vasselin | Jamie Murray Bruno Soares            | 6−3, 3−6, [4−10]              |
| Guanyador | 120. | 9 de setembre de 2018  | US Open (6)                                    | Dura         | Jack Sock              | Łukasz Kubot Marcelo Melo            | 6−3, 6−1                      |
| Finalista | 61.  | 28 d'octubre de 2018   | Viena                                          | Dura (i)     | Édouard Roger-Vasselin | Joe Salisbury Neal Skupski           | 6−7(5), 3−6                   |
| Guanyador | 121. | 18 de novembre de 2018 | ATP Finals, Londres (5)                        | Dura (i)     | Jack Sock              | P-H. Herbert Nicolas Mahut           | 5−7, 6−1, [13−11]             |
| Guanyador | 122. | 24 de febrer de 2019   | Delray Beach (5)                               | Dura         | Bob Bryan              | Ken Skupski Neal Skupski             | 7−6(5), 6−4                   |
| Guanyador | 123. | 31 de març de 2019     | Miami (6)                                      | Dura         | Bob Bryan              | Wesley Koolhof Stéfanos Tsitsipàs    | 7−5, 7−6(8)                   |
| Finalista | 62.  | 29 de juliol de 2019   | Atlanta                                        | Dura         | Bob Bryan              | Dominic Inglot Austin Krajicek       | 4−6, 7−6(5), [9−11]           |
| Guanyador | 124. | 23 de febrer de 2020   | Delray Beach (6)                               | Dura         | Bob Bryan              | Luke Bambridge Ben McLachlan         | 3−6, 7−5, [10−5]              |

#### Períodes com a número 1
| Núm. | Predecessor                  | Dates                    | Successor                         | Setmanes | Acumulat |
| ---- | ---------------------------- | ------------------------ | --------------------------------- | -------- | -------- |
| 1.   | Max Mirnyi                   | 08/09/2003 − 19/10/2003A | Max Mirnyi                        | 6        | 6        |
| 2.   | Max Mirnyi                   | 02/02/2004 − 06/06/2004A | Jonas Björkman                    | 18       | 24       |
| 3.   | Jonas Björkman               | 07/11/2005 − 28/01/2007A | Max Mirnyi                        | 64       | 88       |
| 4.   | Max Mirnyi                   | 16/04/2007 − 06/07/2008A | Daniel Nestor                     | 64       | 152      |
| 5.   | Daniel Nestor                | 08/09/2008 − 19/10/2008A | Daniel Nestor                     | 6        | 158      |
| 6.   | Daniel Nestor                | 03/11/2008 − 16/11/2008A | Nenad Zimonjić                    | 2        | 160      |
| 7.   | Nenad Zimonjić               | 02/02/2009 − 17/05/2009A | Daniel Nestor Nenad Zimonjić      | 15       | 175      |
| 8.   | Daniel Nestor Nenad Zimonjić | 08/06/2009 − 13/09/2009A | Daniel Nestor Nenad Zimonjić      | 14       | 189      |
| 9.   | Daniel Nestor Nenad Zimonjić | 30/11/2009 − 31/01/2010A | Daniel Nestor Nenad Zimonjić      | 9        | 198      |
| 10.  | Daniel Nestor Nenad Zimonjić | 01/02/2010 − 16/05/2010A | Daniel Nestor Nenad Zimonjić      | 3        | 201      |
| 11.  | Daniel Nestor Nenad Zimonjić | 16/08/2010 − 06/05/2012A | Daniel Nestor Max Mirnyi          | 90       | 291      |
| 12.  | Daniel Nestor Max Mirnyi     | 10/09/2012 − 25/10/2015A | Bob Bryan                         | 163      | 454      |
| 13.  | Mate Pavić                   | 16/07/2018 − 14/07/2019  | Juan Sebastián Cabal Robert Farah | 52       | 506      |

### Dobles mixts: 6 (4−2)
| Resultat  | Núm. | Data                  | Torneig               | Superfície   | Parella               | Oponents                          | Marcador       |
| --------- | ---- | --------------------- | --------------------- | ------------ | --------------------- | --------------------------------- | -------------- |
| Finalista | 1.   | 9 de juliol de 2011   | Wimbledon, Regne Unit | Gespa        | Liezel Huber          | Daniela Hantuchová Leoš Friedl    | 6−4, 3−6, 2−6  |
| Guanyador | 1.   | 8 de setembre de 2002 | US Open, Estats Units | Dura         | Lisa Raymond          | Katarina Srebotnik Bob Bryan      | 7−6(9), 7−6(1) |
| Guanyador | 2.   | 8 de juny de 2003     | Roland Garros, França | Terra batuda | Lisa Raymond          | Elena Likhovtseva Mahesh Bhupathi | 6−3, 6−4       |
| Finalista | 2.   | 6 de juliol de 2008   | Wimbledon (2)         | Gespa        | Katarina Srebotnik    | Samantha Stosur Bob Bryan         | 5−7, 4−6       |
| Guanyador | 3.   | 8 de juliol de 2012   | Wimbledon             | Gespa        | Lisa Raymond          | Ielena Vesninà Leander Paes       | 6−3, 5−7, 6−4  |
| Guanyador | 4.   | 7 de juny de 2015     | Roland Garros (2)     | Terra batuda | Bethanie Mattek-Sands | Lucie Hradecká Marcin Matkowski   | 7−6(3), 6−1    |

### Equips: 2 (1−1)
| Resultat  | Núm. | Data                                   | Torneig                            | Superfície       | Equip                              | Oponents                                                     | Marcador |
| --------- | ---- | -------------------------------------- | ---------------------------------- | ---------------- | ---------------------------------- | ------------------------------------------------------------ | -------- |
| Finalista | 1.   | 3−5 de desembre de 2004                | Copa Davis, Sevilla, Espanya       | Terra batuda (i) | Bob Bryan Mardy Fish Andy Roddick  | Juan Carlos Ferrero Carlos Moyà Rafael Nadal Tommy Robredo   | 2−3      |
| Guanyador | 1.   | 30 de novembre − 2 de desembre de 2007 | Copa Davis, Portland, Estats Units | Dura (i)         | James Blake Bob Bryan Andy Roddick | Igor Andreev Nikolai Davidenko Dmitry Tursunov Mikhaïl Iujni | 4−1      |

## Palmarès

### Dobles masculins
| Torneig | 1995 | 1996 | 1997        | 1998        | 1999        | 2000  | 2001        | 2002        | 2003        | 2004  | 2005        | 2006        | 2007        | 2008  | 2009        | 2010        | 2011        | 2012  | 2013        | 2014        | 2015        | 2016  | 2017        | 2018        | 2019        | 2020        | Títols     | V − D      |
| --- | ---- | ---- | ----------- | ----------- | ----------- | ----- | ----------- | ----------- | ----------- | ----- | ----------- | ----------- | ----------- | ----- | ----------- | ----------- | ----------- | ----- | ----------- | ----------- | ----------- | ----- | ----------- | ----------- | ----------- | ----------- | ---------- | ---------- |
| Open d'Austràlia | A    | A    | A           | A           | A           | 1R    | 1R          | QF          | 3R          | F     | F           | G           | G           | QF    | G           | G           | G           | F     | G           | 3R          | 3R          | 3R    | F           | SF          | QF          | 3R          | 6 / 21     | 77 – 15    |
| Roland Garros | A    | A    | A           | A           | 2R          | 2R    | 2R          | QF          | G           | SF    | F           | F           | QF          | QF    | SF          | 2R          | SF          | F     | G           | QF          | F           | F     | 2R          | 1R          | 3R          | A           | 2 / 21     | 68 – 19    |
| Wimbledon | A    | A    | A           | A           | 3R          | 1R    | SF          | SF          | QF          | 3R    | F           | G           | F           | SF    | F           | QF          | G           | SF    | G           | F           | QF          | QF    | 2R          | G           | 3R          | NC          | 4 / 21     | 78 – 17    |
| US Open | 1R   | 1R   | 1R          | 1R          | 1R          | QF    | 2R          | SF          | F           | 3R    | G           | 3R          | QF          | G     | SF          | G           | 1R          | G     | SF          | G           | 1R          | QF    | SF          | G           | 3R          | A           | 6 / 25     | 73 – 19    |
| Jocs Olímpics | NC   | A    | No celebrat | No celebrat | No celebrat | A     | No celebrat | No celebrat | No celebrat | QF    | No celebrat | No celebrat | No celebrat | 3r    | No celebrat | No celebrat | No celebrat | G     | No celebrat | No celebrat | No celebrat | A     | No celebrat | No celebrat | No celebrat | No celebrat | 1 / 3      | 11 – 2     |
| ATP World Tour Finals | A    | A    | A           | A           | A           | A     | RR          | A           | G           | G     | SF          | RR          | A           | F     | G           | SF          | SF          | RR    | F           | G           | SF          | SF    | RR          | G           | A           | A           | 5 / 16     | 40 – 24    |
| Total Victòries−Derrotes                                                                                                   | 0−1  | 1−4  | 1−7         | 4−6         | 15−15       | 18−17 | 47−24       | 67−21       | 53−21       | 64−17 | 58−18       | 66−14       | 77−9        | 65−18 | 68−18       | 67−13       | 60−16       | 61−13 | 70−13       | 64−12       | 44−17       | 48−22 | 38−20       | 53−18       | 35−18       | 6−1         | 1150 – 373 | 1150 – 373 |
| Rànquing a final d'any | 1197 | 663  | 650         | 161         | 58          | 62    | 22          | 7           | 2           | 4     | 1           | 1           | 1           | 3     | 1           | 1           | 1           | 1     | 1           | 1           | 5           | 5     | 11          | 1           | 27          | 31          |            |            |
| Llegenda: G: Guanyador; F: Finalista; SF: Semifinalista; QF: Quarts de final; Q: Qualificació; A: Absent; RR: Round Robin; |      |      |             |             |             |       |             |             |             |       |             |             |             |       |             |             |             |       |             |             |             |       |             |             |             |             |            |            |

### Dobles mixts
| Open d'Austràlia | A  | A  | A  | A           | 2R          | 2R          | A  | A           | QF          | 1R          | A | A           | A           | A           | 1R | A           | A           | A           | A | QF          | A           | A           | A           | 0 / 6  | 8 – 6   |
| Roland Garros | A  | 2R | A  | A           | 1R          | G           | 1R | A           | 1R          | 1R          | A | A           | A           | A           | QF | A           | A           | G           | A | A           | A           | A           | A           | 2 / 8  | 16 – 6  |
| Wimbledon | A  | 1R | 2R | F           | 3R          | QF          | 2R | QF          | 3R          | 2R          | F | 3R          | A           | 1R          | G  | A           | 2R          | SF          | A | A           | 2R          | A           | NC          | 1 / 16 | 37 – 15 |
| US Open | A  | 1R | A  | A           | G           | QF          | A  | SF          | 1R          | 2R          | A | A           | A           | A           | 1R | A           | A           | A           | A | A           | A           | A           | A           | 1 / 7  | 14 – 6  |
| Jocs Olímpics | NC | NC | A  | No celebrat | No celebrat | No celebrat | A  | No celebrat | No celebrat | No celebrat | A | No celebrat | No celebrat | No celebrat | 3r | No celebrat | No celebrat | No celebrat | A | No celebrat | No celebrat | No celebrat | No celebrat | 0 / 1  | 3 – 1   |
| Llegenda: G: Guanyador; F: Finalista; SF: Semifinalista; QF: Quarts de final; Q: Qualificació; A: Absent; RR: Round Robin; |    |    |    |             |             |             |    |             |             |             |   |             |             |             |    |             |             |             |   |             |             |             |             |        |         |